# Fusion (Jazzband)
Fusion, entstanden aus der Klaus Lenz Band, ist eine deutsche Jazzformation. Der Name steht für das musikalische Konzept der Band. Ihr Sound orientiert sich an dem charakteristischen Big-Band-Jazz von Klaus Lenz, in dem der Free Jazz mit Rock-, Folk- und Blueselementen kombiniert wurde. Die Musik der Band war geprägt durch den fünfstimmigen Bläsersatz, ein Novum in der Jazz-Szene der DDR.

## Bandgeschichte
Nachdem Klaus „Bulle“ Lenz 1977 die DDR verlassen hatte, führte Wolfgang Fiedler die Band, die im Kern aus der Klaus Lenz Band und den Sängern Regine Dobberschütz und Hansi Klemm bestand, unter dem Namen Fusion weiter.
Als Gastmusiker traten Joachim Graswurm (Flügelhorn), Rainer Gäbler (Querflöte, Saxophon) und Hubert Katzenbeier (Posaune) regelmäßig mit Fusion auf. Von der hohen musikalischen Qualität der Musiker überzeugten unter anderem die Auftritte bei der internationalen Konzertreihe Jazzbühne Berlin im März 1978 und der „Blues-Party“ von Jugendradio DT 64. In diesem Konzert am 25. Mai 1978 stand die Band gemeinsam mit Stefan Diestelmann und Memphis Slim auf der Bühne im Palast der Republik. Ein Ausschnitt aus diesem Konzert wurde bei Amiga veröffentlicht (siehe Diskografie). Dennoch hatte die Band in der damaligen Jazz-Szene der DDR, die vor allem vom Free Jazz geprägt war, einen schweren Stand. Ganz anders verhielt sich das im Ausland, vor allem in Osteuropa. Erste internationale Erfolge feierte die Band im November 1977 beim Internationalen Jazzfestival in Poznań (Polen) und 1978 in Debrecen (Ungarn). 1978 gastierte sie im West-Berliner Quartier Latin.
Ab 1980 gab es zahlreiche personelle Wechsel. Die Gruppe schrumpfte zu einem Quintett um Fiedler und Schlott. 1981 tourte Fusion sieben Wochen lang durch die Sowjetunion und wurde euphorisch gefeiert.
Nach einer längeren Pause trat die Band 1984, deutlich verjüngt, mit viel Elektronik und geprägt durch ihre Nähe zur Popmusik, wieder als Nonett an die Öffentlichkeit. Vor allem mit jazzigen Bearbeitungen von Beatlestiteln machte sie erneut auf sich aufmerksam.
Zwei Jahre später ging Fusion mit der Sängerin Angelika Weiz auf Tournee. Ein erneuter Auftritt auf der „Jazzbühne Berlin“ markierte das vorläufige Ende der Band.
Gründungsmitglied und Saxophonist Volker Schlott brachte im Frühjahr 2003 die Band, mit annähernd „alter“ Besetzung, erneut auf die Bühne. Was anfangs als ein Ständchen zu Fiedlers 50. Geburtstag unter dem Namen F-BO (Fusion-Birthday Orchestra) gedacht war, bedeutete für die Band, fortan als ~TEMP, einen Neubeginn.
2013 kam es zu einer Reunion der Band in veränderter Besetzung mit Volker Schlott, Falk Breitkreuz, Nikolaus Neuser, Iven Hausmann, Werner Neumann, Wolfgang Fiedler, Matthias Bätzel, Peter Inagawa, Christian Tschuggnall und Topo Gioia.

## Diskografie
Langspielplatten
- 1978: Metamorphosen auf Pop-Jazz International (Amiga 855474)
- 1978: Rockin' The House auf Stefan Diestelmann Folk Blues Band (Amiga 855633)